# Rana tsushimensis
Rana tsushimensis là một loài ếch trong họ Ranidae. Chúng là loài đặc hữu của Nhật Bản.
Các môi trường sống tự nhiên của chúng là rừng ôn đới, sông, đất có tưới tiêu, và kênh đào và mương rãnh.